# Gourretia lahouensis
Gourretia lahouensis är en kräftdjursart som beskrevs av Le Loeuff och Andre Intes 1974. Gourretia lahouensis ingår i släktet Gourretia och familjen Ctenochelidae. Inga underarter finns listade i Catalogue of Life.